# Afasia primaria progressiva
L'afasia primaria progressiva o PPA (dall'inglese Primary Progressive Aphasia) è un'entità clinico-patologica che si caratterizza per la perdita progressiva ed isolata delle capacità linguistiche (afasia).

## Storia
La PPA è stata descritta per la prima volta da Mesulam nel 1982.

## Profilo clinico
La PPA è un disturbo progressivo del linguaggio che, benché si inquadri nell'ambito delle demenze frontotemporali, differisce dalla demenza semantica per la più grave afasia e per l'assenza di disturbi della personalità, del comportamento e di anosognosia, benché la demenza sopraggiunga invariabilmente negli stadi tardivi di malattia.

## Profilo diagnostico
In un contesto anamnestico suggestivo, la diagnosi viene corroborata attraverso test di riconoscimento dell'afasia (difficoltà di reperimento delle parole, riduzione della fluenza delle parole in assenza di parafasie) e con l'imaging a risonanza magnetica, in grado di identificare la marcata atrofia dei lobi frontale e temporale anteriore.